# 鹽館前
鹽館前，是臺灣苗栗縣竹南鎮的一個傳統地域名稱，位於該鎮東南部。相較於今日行政區，其範圍大致包括大厝里不含西南端、開元里東部、中港里東南部、中華里東部邊界地帶、新南里最南端。

## 歷史
台灣清治末期至日治初期，鹽館前地區為一街庄，稱為「鹽館前庄」，隸屬於竹南一堡。該庄北與中港街、營盤邊庄、三角店庄為鄰，東與田藔庄、蘆竹湳庄為鄰，南邊隔中港溪與公館仔庄、淡文湖庄為界，西邊為海口庄。
1901年（日治明治三十四年）11月，全台廢縣廳改設二十廳，該庄隸屬於新竹廳。1909年（明治四十二年）10月，合併二十廳為十二廳，該庄隸屬不變。1920年（大正九年），廢十二廳改設五州二廳，該庄改制為「鹽館前」大字，隸屬於新竹州竹南郡竹南庄，大字下有「鹽館前」、「山子坪」、「大厝」小字名。1940年，竹南庄升格為竹南街。
戰後竹南街改制為竹南鎮，隸屬於新竹縣，大字亦改制為里。1950年桃、竹、苗分治，竹南鎮改隸屬於苗栗縣。

## 聚落
本地區發展較早的聚落有下街仔、鹽館前、香山厝、大厝、田藔口、山仔坪、水流潭（水底潭）、新田等，在日治期初期的官方地圖上已有記載。此外，本地區尚有獅山聚落。

## 交通
台鐵縱貫線是台灣西部鐵路幹線，大致以北北東—南南西走向轉縱向經過鹽館前地區東部，並在真如路附近分叉為山線及海線，其中山線沿原方向，海線略往西南方向而行。境內未設站，北側最近的是尚未分叉前的竹南車站，屬一等站，除太魯閣號、普悠瑪號、自強號停靠部分班次外，其餘各級列車全部停靠；南側山線最近的是造橋車站，海線最近的是談文車站，皆屬招呼站，僅停靠區間車。
省道台13甲線（環市路二段、真如路、全天路）是竹南至苗栗的幹道，也是省道台13線的舊路，大致以北北西—南南東走向轉東北—西南走向再轉北北西—南南東走向再轉縱向經過本地區西部及西南部邊界地帶。由該道路向北北西繞弧形至橫向並止於省道台13線路口，向南可前往造橋、高鐵苗栗站、苗栗田寮並止於省道台6線路口。
縣道124號（開元路、真如路、環市路一段、維新路）是保安林至仙山口（原竹南至獅潭）的道路，大致以西南西－東北東走向至真如路轉向北偏西與省道台13甲線共線約250公尺後，轉向東獨行再轉向北經過本地區西北部及北部邊界地帶。由該道路向西南西轉西北西可前往海口地區的海邊保安林，向北轉東可前往頭份、三灣、南庄等地。
省道台1己線為國道3號竹南交流道連絡道，大致以西南西—東北東走向繞弧形轉西北西—東南東走向經過本地區中部偏南。由該道路向西南西繞弧形轉西北西可前往國道3號竹南交流道並止於省道台61線竹南交流道，向東南東可前往流水潭附近的省道台1線、台13線共線路口。